# Vladimir Engelgardt
Vladimir Aleksandrovitch Engelgardt (en russe : Владимир Александрович Энгельгардт), né le 3 décembre 1894 à Moscou (Empire russe) et  décédé en 1984 à Moscou (Union soviétique) est un biochimiste soviétique.

## Biographie
Vladimir Engelgardt est considéré comme l'un des fondateurs de la biologie moléculaire en Union soviétique.
Il fut membre de l'Académie soviétique des sciences médicales (1944) et membre de l'Académie des Sciences de l'Union soviétique (1953). 

## Distinctions
- Prix Staline (1943)
- Prix d'État de l'URSS (1979)
- Héros du travail socialiste (1969)
- Ordre de Lénine cinq fois
- Ordre de la Guerre patriotique, 2e classe
- Ordre du Drapeau rouge du Travail
- Médaille Lomonossov (1968)